# Ride or Die (film)
Pour les articles homonymes, voir Ride or Die.
Pour plus de détails, voir Fiche technique et Distribution.
Ride or Die (彼女, Kanojo) est un film japonais réalisé par Ryūichi Hiroki, sorti en 2021.

## Synopsis
Rei aide la femme dont elle est amoureuse à fuir son mari violent.

## Fiche technique
- Titre : Ride or Die
- Titre original : 彼女 (Kanojo)
- Réalisation : Ryūichi Hiroki
- Scénario : Nami Yoshikawa d'après le manga Gunjō de Ching Nakamura
- Musique : Koki Moriyama
- Photographie : Tadashi Kuwabara
- Montage : Minoru Nomoto
- Production : Haruo Umekawa
- Société de production : Kōdansha, Shōgakukan et Studio3
- Pays :  Japon
- Genre : Drame, romance et thriller
- Durée : 142 minutes
- Dates de sortie : 
  - Netflix : 15 avril 2021

## Distribution
- Kiko Mizuhara : Rei Nagasawa
- Honami Satō : Nanae
- Shinya Niiro : Kotaro
- Shunsuke Tanaka : Masato Nagasawa
- Setsuko Karasuma : Ichiko Oe
- Sara Minami : Rei jeune
- Yui Uemura : Nanae jeune
- Anne Suzuki : Yu Nagasawa
- Tetsushi Tanaka : Yoshio Akiba
- Yōko Maki : Mika Oe

## Accueil
Le film a reçu un accueil favorable de la critique. Il obtient un score moyen de 64 % sur Metacritic.